# تريتون (أساطير)

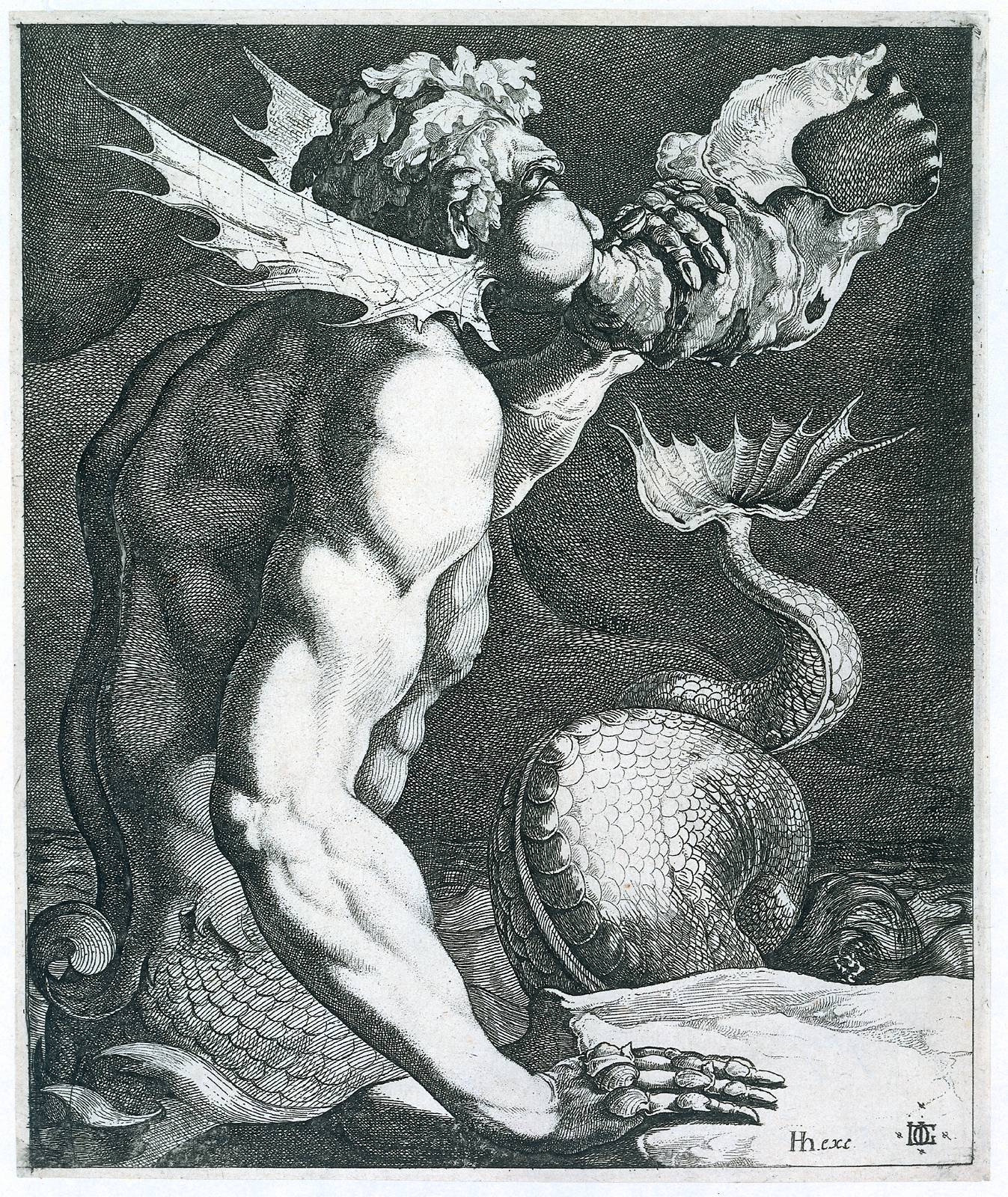
رسم تخطيطي من سنة 1615 لتريتون

تريتون أو تريتونيس هو ابن رب البحر في الميثولوجيا الإغريقية.

## ترايتون في الأسطورة الإغريقية
حسب الميثولوجيا الإغريقية فإن تريتون هو ابن رب البحر والماء بوسيدون الذي جعله الإغريق رب أولمبيا غير أن هيرودوت يجعل من بوسيدون إلها من ليبيا بحيث يرى أنه ما من شعب عرف عبادة بوسيدون في القدم إلا الليبيين.
تريتون يبرز في الميثولوجيا الإغريقية على شكل عريس البحر فهو يتكون من جسم مركب جسده العلوي كجسد الإله غير أن جسده السفلي هو عبارة عن ذيل حوت أو وحش بحري.
وتجدر الإشارة إلى أن هيرودوت قد تحدث عن بحيرة تحمل اسم تريتونيس، ومكانها اليوم هو سبخة السلماني بمدينة بنغازي التي تم ردمها في الستينات من القرن العشرين وأقيم عليها حي سكني، ولربما أن اسم إله تريتون قد أخذ اسمه عن هذه البحيرة. كما تجدر الإشارة إلى أن قمر تريتون قد سمي نسبة إلى هذا الإله الذي برز في الحضارة الإغريقية.